# 彰化縣二林鎮新生國民小學
彰化縣二林鎮新生國民小學，是一所位於臺灣彰化縣二林鎮趙甲里的國民小學，成立於1951年。

## 沿革
1951年，因位於舊趙甲的學童需至萬興國民學校（現今彰化縣二林鎮萬興國民小學）就學，跋涉困難，故於現今校址設立萬興國民學校趙甲分班，初期招收學童1班。1956年升格為萬興國民學校趙甲分校，招收5班學童。1959年獨立為新生國民學校，班級也增至8班。後來國民政府推動九年國民義務教育政策，校名變更為新生國民小學。創校前期是以木造建築為教室，直到1979年才逐漸改為新式鋼筋水泥的西式建築。學區包含趙甲里、頂厝里全域，和萬合里部份地區。

## 特色

### 蘆筍研究
因此校附近為蘆筍出產地，該校曾以「蘆筍出產因素的研究」為主題辦理研習活動。

### 象由新生
1959年，附近居民協助於校內建造一座大象溜滑梯，一直保留至今。此校後來取「相由心生」的諧音「象由新生」為校園特色，並以象為意象，將改建後的圖書館命名為「福象愛閱圖書館」。

## 相關
- 新生國小